# Abélard és Héloïse síremléke
Abélard és Héloïse síremléke a párizsi Père-Lachaise temetőben található, a főbejárat közelében.

## Története
A hányatott sorsú középkori szerelmespár – Pierre Abélard skolasztikus filozófus és tanítványa, Héloïse – földi maradványait 1817-ben szállították át az újonnan, 1804-ben megnyitott Père-Lachaise temetőbe, amely Párizs északkeleti részén, a korábbi Belleville és Ménilmontant település területén fekszik.
Abélard és Héloïse földi maradványait temették el elsőként a sírkertben. A városi tanács azért döntött csontjaik áthelyezéséről, hogy kívánatosabbá tegye a temetőt a gazdagabb rétegek számára. Így került Molière és Jean de La Fontaine is a temetőbe. A híres halottak megtették a hatásukat, és számos tehetős francia polgár és művész választotta végső nyughelyének az új temetőt.
A síremléket Albert Alexandre Lenoir tervezte, szobrait Louis Pierre Desseine készítette. Az emlékmű egy nyitott falu, tornyos, kicsi kápolna, amelynek közepén egy kőtömb nyugszik, rajta Abélard és Héloïse domborművével. Az épület a gótika Franciaországban divatos (Rayonnant) stílusát idézi az égbe törő formákkal, csúcsos ívekkel és karcsú oszlopokkal. A síremléket 1817. november 6-án avatták fel. A sír hamarosan híres lett a romantikától áthatott Franciaországban, és a szerelmesek kedvelt találkozóhelyévé vált.